# Jimmy Vasser
Jimmy Vasser (Canoga Park, Los Angeles, (Californië), 20 november 1965) is een Amerikaans autocoureur. Hij won het Champ Car kampioenschap van 1996 en was de laatste Amerikaan die dat kampioenschap won.

## Carrière
Vasser begon zijn Champ Car-carrière in 1992 bij het Hayhoe Cole team. Hij bleef er drie jaar met een derde plaats in de race in Phoenix als beste resultaat. Vanaf 1995 reed hij voor het Ganassi team waarmee hij in 1996 het kampioenschap won. Hij bleef bij het team tot en met het seizoen van 2000 en won in totaal negen races voor het team. Hij werd derde in de eindstand van het kampioenschap in 1997 en tweede in 1998, maar stond in de schaduw van zijn teamgenoot Alessandro Zanardi, die het kampioenschap twee jaar na elkaar won.
In 2001 ging hij voor een jaar naar het Patrick team, maar haalde geen enkele podiumplaats en in 2002 ging hij rijden voor het team van Bobby Rahal. Hij won de race in Fontana. Het was zijn laatste overwinning. Een jaar later maakte hij de overstap naar het Spirit team en haalde één podiumplaats.
In 2004 werd hij mede-eigenaar van het PKV Racing team, waar hij ook voor reed dat jaar. Hij werd tweede in Toronto en een jaar later werd hij derde in Las Vegas en Surfers Paradise. Hij reed nog de eerste race van 2006, maar ging vanaf dan rijden in de Rolex Sports Car Series, een raceklasse van de Grand American Road Racing Association. Hij keerde in 2008 nog één keer terug naar de Champ Car, om de allerlaatste race van dat kampioenschap te rijden, dat inmiddels had opgehouden te bestaan, op het circuit van Long Beach. Hij werd tiende, zijn teamgenoot bij het PKV Racing team, Will Power won de race.

## Resultaten
Champ Car resultaten (aantal gereden races, aantal maal in de top 5 van een race, eindpositie kampioenschap en punten)
| Jaar | Races | 1ste | 2de | 3de | 4de | 5de | Rang | Ptn |
| ---- | ----- | ---- | --- | --- | --- | --- | ---- | --- |
| 1992 | 10    | -    | -   | -   | -   | -   | 22   | 8   |
| 1993 | 13    | -    | -   | 1   | -   | -   | 16   | 30  |
| 1994 | 16    | -    | -   | -   | 2   | 1   | 15   | 42  |
| 1995 | 17    | -    | 2   | 2   | -   | -   | 8    | 92  |
| 1996 | 16    | 4    | 1   | -   | 1   | -   | 1    | 154 |
| 1997 | 17    | 1    | 2   | 2   | 1   | 3   | 3    | 144 |
| 1998 | 19    | 3    | 1   | 1   | 2   | 1   | 2    | 169 |
| 1999 | 20    | -    | -   | 2   | 3   | 2   | 9    | 104 |
| 2000 | 20    | 1    | 1   | 2   | 1   | 1   | 6    | 131 |
| 2001 | 20    | -    | -   | -   | 1   | 4   | 12   | 77  |
| 2002 | 19    | 1    | 1   | 1   | -   | 2   | 6    | 114 |
| 2003 | 18    | -    | -   | 1   | 2   | -   | 11   | 72  |
| 2004 | 14    | -    | 1   | -   | 1   | 3   | 8    | 201 |
| 2005 | 13    | -    | -   | 2   | 1   | 1   | 6    | 217 |
| 2006 | 1     | -    | -   | -   | -   | -   | 24   | 7   |

#### Indianapolis 500
| Jaar | Chassis | Motor         | Start | Finish | Team    |
| ---- | ------- | ------------- | ----- | ------ | ------- |
| 1992 | Lola    | Chevrolet     | 28    | 21     | Hayhoe  |
| 1993 | Lola    | Ford-Cosworth | 19    | 13     | Hayhoe  |
| 1994 | Reynard | Ford-Cosworth | 16    | 4      | Hayhoe  |
| 1995 | Reynard | Ford-Cosworth | 9     | 22     | Ganassi |
| 2000 | G-Force | Oldsmobile    | 7     | 7      | Ganassi |
| 2001 | G-Force | Oldsmobile    | 12    | 4      | Ganassi |
| 2002 | Dallara | Chevrolet     | 19    | 30     | Rahal   |
| 2003 | Dallara | Honda         | 27    | 26     | Rahal   |